# Kebede Mikael
Pour les articles homonymes, voir Mikaël (homonymie).
Kebede Mikael, né en octobre ou novembre 1916 à Ankober et mort en novembre 1998, est un écrivain éthiopien de la littérature amharique contemporaine. Il est poète, essayiste et auteur dramatique.
Il est un des principaux auteurs post-occupation italienne, il exploitera les thèmes de la morale et du patriotisme. Il a écrit 26 livres. En 1990, il est nommé docteur honoris causa de l'université d'Addis Abeba.